# James Bowie
James «Jim» Bowie (1796 – 6 de març de 1836) va ser un pioner nord-armericà del segle xix que va tenir un paper clau en la Revolució de Texas. Va morir en la batalla de l'Alamo. Va ser un heroi popular llegendari texà i el cantant David Bowie (1947-2016) va escollir el seu cognom com a nom artístic.

## Fets biogràfics
El 1830, Bowie va esdevenir ciutadà mexicà i es va casar amb Ursula Veramendi, la filla del vice governador mexicà de la província. El gener de 1836, arribà a l'Alamo. Hi va morir junt amb altres Defensors de l'Alamo.
Bowie va esdevenir conegut internacionalment pel sheriff de Rapides Parish Wright, el qual va disparar un tret a Bowie, després d'aquest fet, Bowie va decidir portar el seu ganivet de caça a tota hora. Aquest ganivet tenia una làmina de 23,5 cm de llargada i de 3,8 cm d'amplada

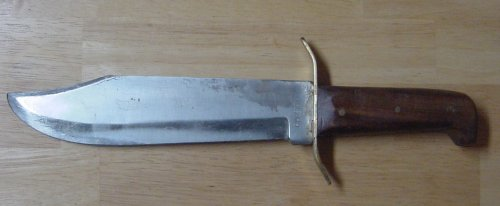
Un ganivet Bowie